# Metropol TV
Metropol TV byla česká televizní stanice, která vysílala v Praze. Televize začala svoji činnost v roce 2011. Původní provozovatel, Metropol TV spol. s r. o. miliardáře Luboše Měkoty, která provozovala též kanál TV Pětka, však skončil v konkursu. V dubnu 2013 převzala kanál TV Metropol vydavatelská společnost Mladá fronta a. s. prostřednictvím své dceřiné společnosti MF TV s. r. o. a přemístila její sídlo z Vinohrad z paláce Retro do Modřan.

## Historie
Původním investorem Metropol TV byl miliardář Luboš Měkota. Tomu byl obstaven majetek v souvislosti s vyšetřováním kauzy Mostecké uhelné, což přivedlo Metropol TV do finančních potíží. Za rok 2012 hospodařila se ztrátou 131 milionů Kč. V březnu 2013 pak Luboš Měkota náhle zemřel. Insolvenční řízení iniciovala v březnu 2013 společnost Retro Cafe, které údajně Metropol TV dlužila 307 tisíc Kč za nájemné v budově ve Francouzské ulici v Praze a 176 tisíc Kč za služby. Dlužník po zahájení insolvenčního řízení uváděl, že má závazky po splatnosti 85 milionů Kč, nevlastní žádný nemovitý majetek, v účetnictví vedl jen ochranné známky a internetové domény. Za dlužníka v insolvenčním řízení vystupoval jednatel Jan Mrázek, který je zároveň od 3. ledna 2013 jediným členem představenstva společnosti Metropol Production a. s., která vznikla v srpnu 2012 a firmu Metropol TV v březnu 2013 převzala. Od prosince 2012 dlužila firma mzdy zaměstnancům, od začátku února 2013 vysílala televize už jen reprízy ze záznamů sestříhaných několika posledními redaktory, začátkem března jim věřitel v sídle společnosti vypnul elektřinu, vodu i komunikační sítě. Po vypnutí elektřiny v sídle redakce už byla z vysílacího místa umístěného jinde vysílána stále dokola jen záznamová smyčka.
O koupi televizního kanálu se zajímali majitel mediální agentury Médea a televize Barrandov Jaromír Soukup i miliardář Andrej Babiš. Nakonec jej koupilo vydavatelství Mladá fronta a. s. prostřednictvím dceřiné společnosti MF TV s. r. o. Ta dostala v červnu 2013 od Rady pro rozhlasové a televizní vysílání novou licenci pro pozemní vysílání na území Prahy a středních Čech v rozsahu 24 hodin denně na dobu 12 let a obnovila plnohodnotné vysílání. Předsedou představenstva a ředitelem společnosti MF TV s.r.o. je Karel Polcar. V květnu 2014 oznámilo vydavatelství Mladá fronta, že Metropol TV kvůli neuspokojivým finančním výsledkům ukončí vysílání k 30. 6. 2014, po roce provozu.

## Program

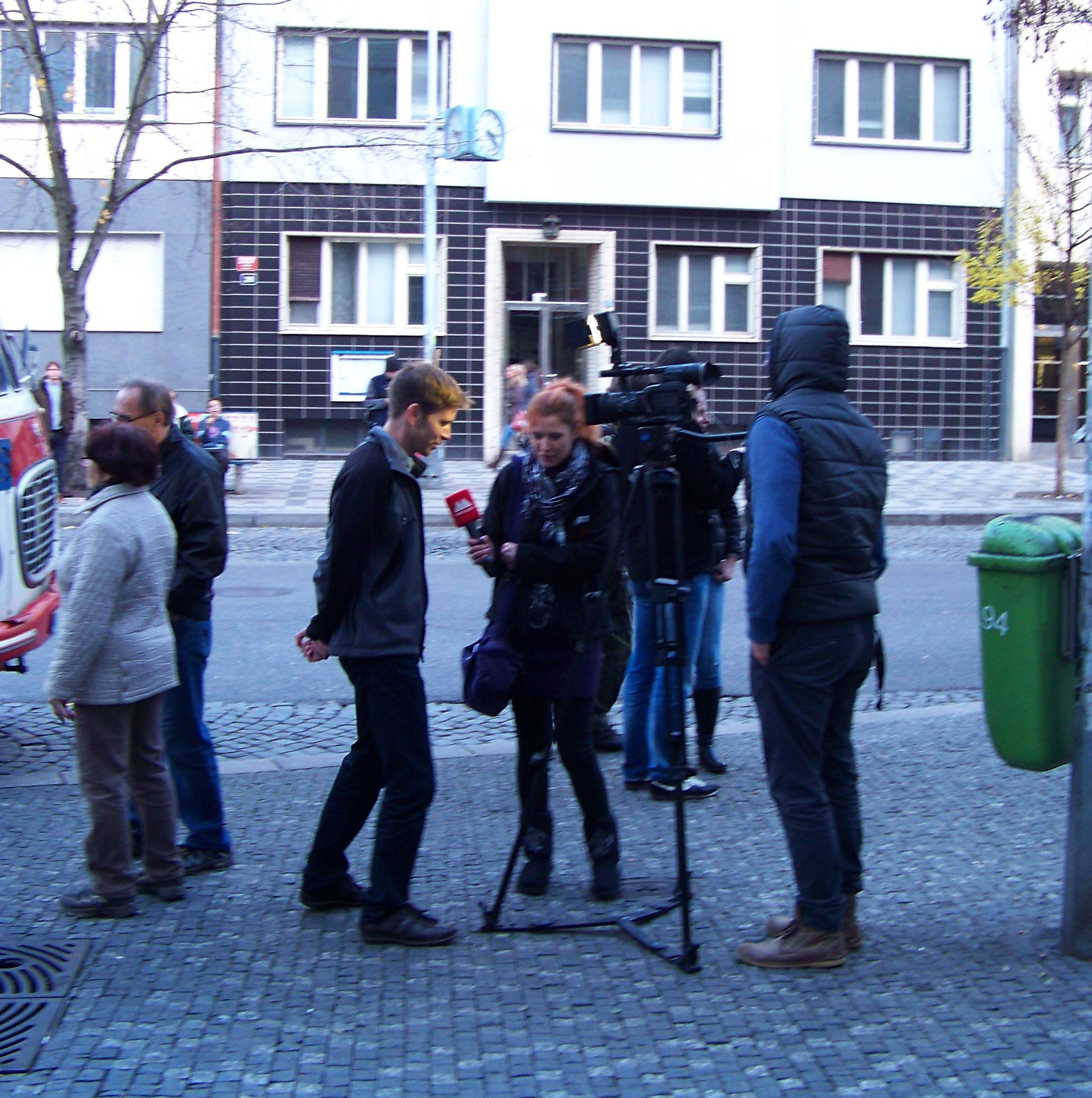
Rozhovor TV Metropol s mluvčím organizace ROPID u příležitosti oslav jejího 20. výročí

- Zprávy – se vysílají každou hodinu a to od 9:00 do 20:00, hlavní zprávy jsou ve 20:00
- Supermáma? 17:00 – 18:00 každé pondělí a středu
- Na vrcholu 17:00 – 18:00 každé úterý a čtvrtek
- City koktejl 18:05 – 19:00 od pondělí do čtvrtka a v pátek speciální 2hodinový díl 17:05 – 19:00
- Lady M 19:05 – 20:00
- Pražení 21:00 – 23:00

### Magazíny (vždy od 20:30)
- Na zdraví – „Pořad, který nestraší, ale pomáhá“
- Kde domov můj – magazín o bydlení v pražské metropoli
- Praha kulturní – magazín o kulturním dění v metropoli
- Metropole Praha – magazín o infrastruktuře, rozvoji, investicích a podnikatelských příležitostech
- Praha vitální – magazín o zdraví, sociálních věcech a zdravém životním stylu
- Praha v pohybu – magazín o sportu a využití volného času v metropoli
- Děti v Praze – magazín o pražských školách a akcích pro děti
- Klíč k úspěchu – pořad zaměřený na vzdělání a personalistiku.
- Prsťáci – každý týden Vám naši Prsťáci přinášejí aktuální shrnutí týdne